# Marian Konieczny (1898–1940)
Marian Konieczny (ur. 2 lutego 1898 w Bogoniowicach, zm. 22-25 kwietnia 1940 w Kalininie) – polski żołnierz, policjant, ofiara zbrodni katyńskiej.

## Życiorys
Marian Konieczny urodził się jako syn Jana i Katarzyny z domu Obłozińska. 
Od maja 1914 roku wstąpił do Drużyny Strzeleckiej w Ciężkowicach, a 16 sierpnia 1914 roku do II Brygady Legionów Polskich w Krakowie. Przydzielony do 15 Kompanii IV baonu 3 pułku piechoty.  Od 1 sierpnia 1915 do 31 października 1915 pełnił służbę w sądzie polowym II Brygady, skąd został przeniesiony do oddziału sztabowego II Brygady. Od 3 stycznia 1917 roku w 2 plutonie III szwadronu 2 pułku ułanów.  
Przeszedł cały szlak bojowy II Brygady Legionów, brał udział w bitwach pod Nadworną, Mołotkowem, Rafajłową, Pasieczną, Zieloną, Sniatynem, Delatyczem, Jezupolem, Zaddobrowską, Sadogórą oraz w walkach pozycyjnych na Bukowinie, pod Wołczewskiem, na Stochodem. Ranny pod Mołotkowem i Sadogórą.  
Podczas tzw. kryzysu przysięgowego nie został internowany, wszedł natomiast w skład Polskiego Korpusu Posiłkowego, w którym służył do jego rozwiązania 16 lutego 1918 roku. 
W lipcu 1918 internowany przez władze austriackie i osadzony w koszarach Siemiradzkiego w Krakowie. 
Odznaczony Krzyżem Walecznych. 
11 listopada 1918 roku wstąpił do 2 pułku Szwoleżerów Rokitniańskich. W latach 1918–1921 uczestniczył w wojnie polsko-bolszewickiej w stopniu wachmistrza. 31 października 1921 bezterminowo urlopowany.
W Policji Państwowej od 1 lipca 1922 roku. Do 4 listopada 1934 służbę pełnił w policji województwa wileńskiego, skąd przeniesiony został do m.st. Warszawy. Mianowany na stopień przodownika 1 lutego 1937. We wrześniu 1939 w Urzędzie Śledczym m.st. Warszawy.
Aresztowany przez NKWD podczas próby przedarcia się na Węgry, osadzony w Ostaszkowie, skąd został wywieziony 20.04.1940, zamordowany między 22 a 25 kwietnia 1940, pochowany na Cmentarzu Wojennym w Miednoje.

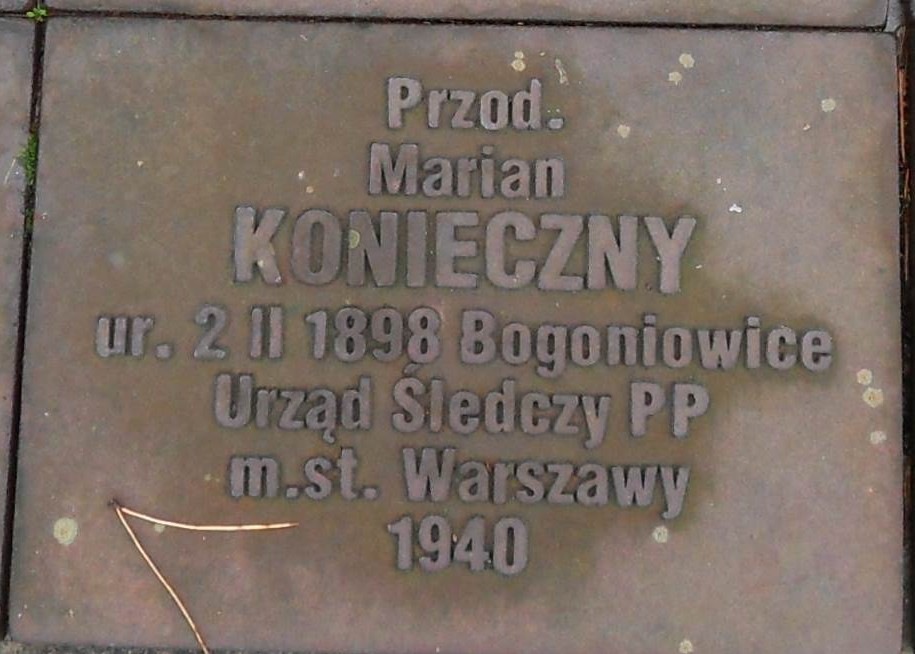
Tablica pamiątkowa na cmentarzu w Miednoje

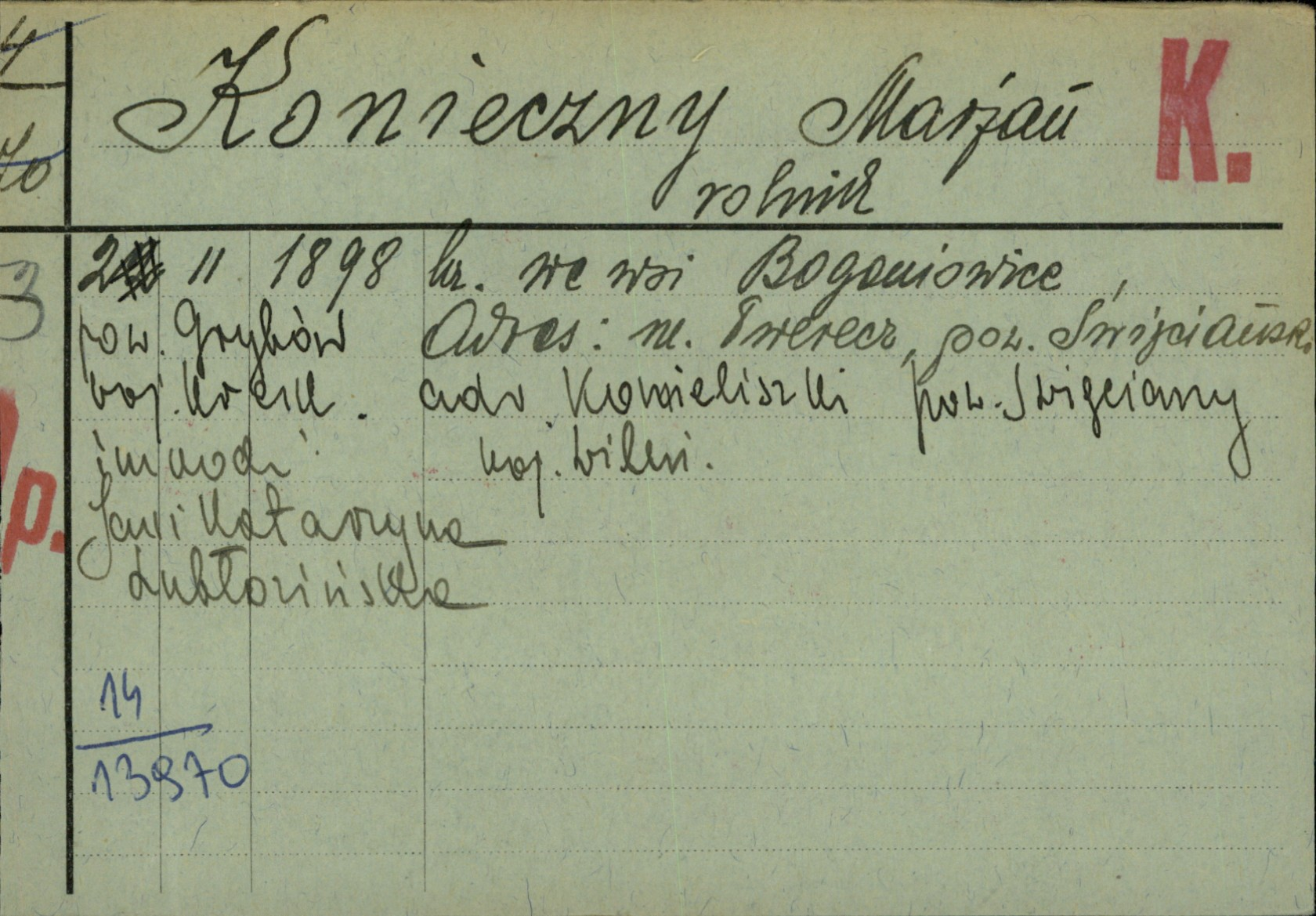
Dokument przyznania Krzyża Niepodległości (awers)

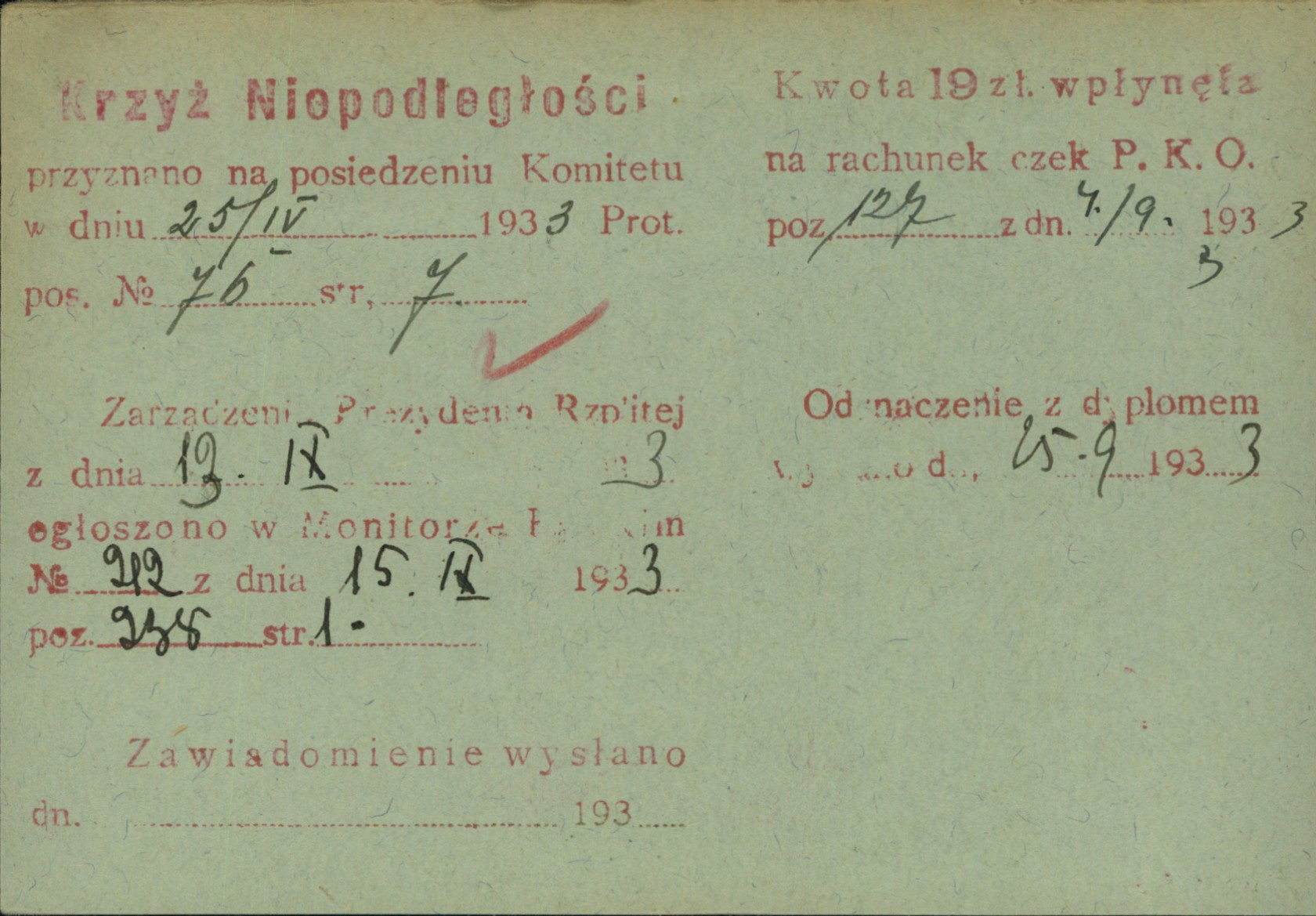
Dokument przyznania Krzyża Niepodległości (rewers)

## Awans pośmiertny
4 października 2007 roku Marian Konieczny został pośmiertnie awansowany na stopień aspiranta Policji Państwowej.

## Rodzina
Żonaty z Katarzyną Konieczną (ur. 19.05.1902, zm. 29.05.1979 Grodków).
Córki: 
- Marianna (ur. 25.09.1925 Kraków, zm. 03.07.1999 Nysa), mąż: Mieczysław Wasilewski (ur. 1.02.1924 Kobryń, zm. 1.01.1997 Nysa)
- Henryka (ur. 2.02.1927, zm. 30.03.1997 Grodków) mąż: Romuald Banek (ur. 28.12.1925, zm. 4.12.1980 Grodków)
- Stanisława (ur. 4.12.1928, zm. 15.09.2016 Gliwice), mąż: Władysław Wesołowski (ur. 20.06.1922, zm. 23.09.1988 Gliwice)

## Ordery i odznaczenia
- Krzyż Niepodległości – 13 września 1933 „za pracę w dziele odzyskania niepodległości”[10]
- Krzyż Walecznych
- Medal Pamiątkowy za Wojnę 1918-1921
- Medal Dziesięciolecia Odzyskanej Niepodległości 1918–1928
- Odznaka za Rany i Kontuzje